# Haselünne
Haselünne är en stad i Niedersachsen i Tyskland. Staden erhöll stadsprivilegier på 1200-talet. Haselünne har cirka 14 000 invånare

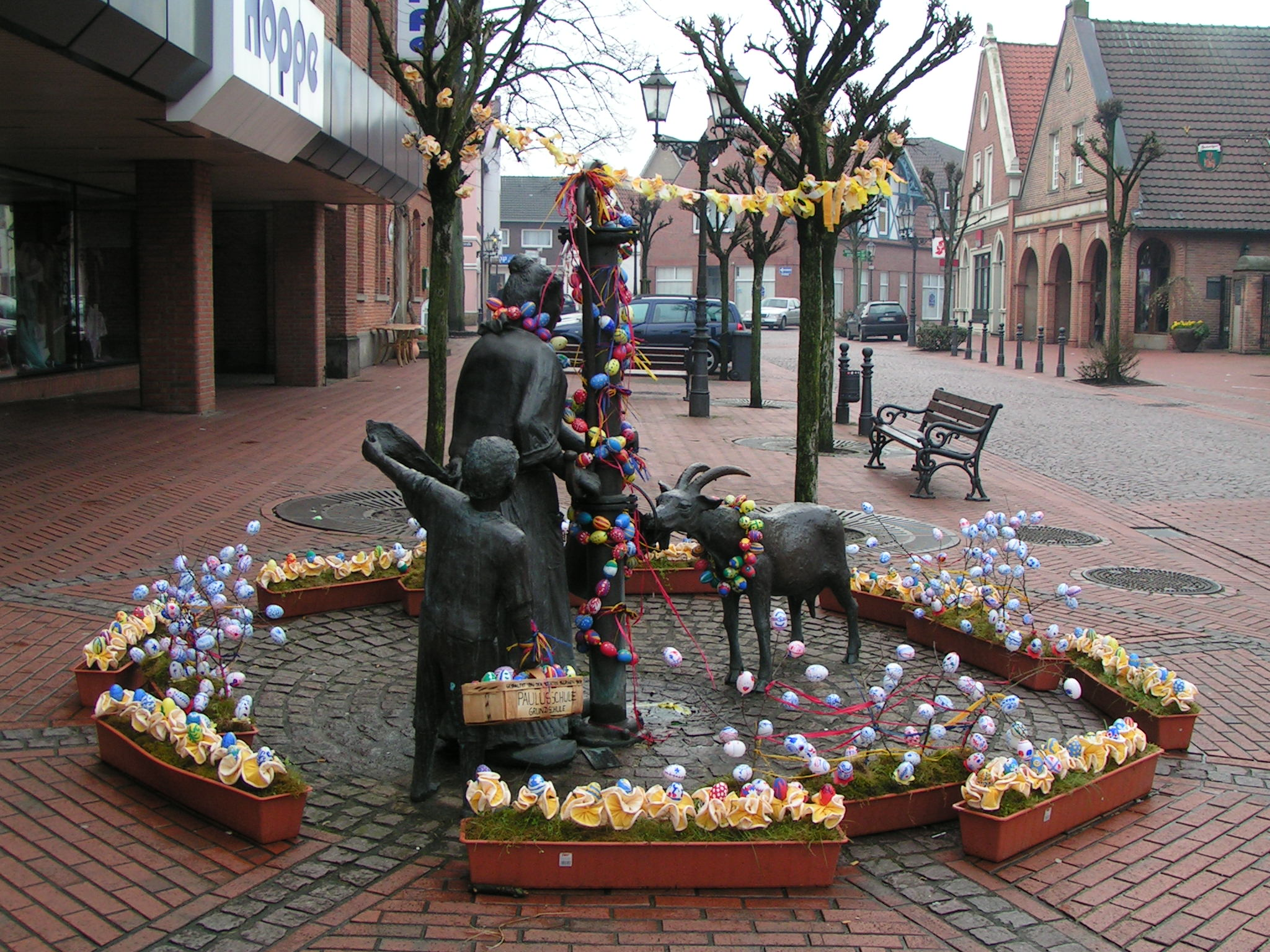